# 盧卡拉
9°38′S 14°04′E / 9.633°S 14.067°E
盧卡拉（葡萄牙語：Lucala），是安哥拉的城鎮，位於該國西北部，由北廣薩省負責管轄，西鄰上戈隆戈，面積1,718平方公里，2013年人口14,445，人口密度每平方公里8人。